# دامون هيل
دايمون هيل (بالإنجليزية: Damon Hill)‏ مواليد 17 سبتمبر 1960 في لندن، المملكة المتحدة، هو سائق فورملا 1 بريطاني سابق كان قد بدأ مسيرته الاحترافية عام 1992. حائز على بطولة العالم للفورملا 1. كان أول سباق له هو سباق الجائزة الكبرى الإسباني 1992، حقق أول فوز له في سباق الجائزة الكبرى المجري 1993. خاض خلال مسيرته 122 سباقاً، فاز في 22 منها.

## سباقات شارك فيها
- لو مان 24 ساعة
- بطولة فورمولا 3 البريطانية

## بطولات حققها
- بطولة العالم للفورمولا 1
- سباق الجائزة الكبرى المجري 1993
- سباق الجائزة الكبرى البلجيكي 1998

## روابط خارجية
- دامون هيل على موقع IMDb (الإنجليزية)
- دامون هيل على موقع ميوزك برينز (الإنجليزية)
- دامون هيل على موقع ديسكوغز (الإنجليزية)
- دامون هيل على موقع قاعدة بيانات الفيلم (الإنجليزية)
- دامون هيل على موقع Racing-Reference.info (الإنجليزية)
- دامون هيل على موقع DriverDB.com (الإنجليزية)